# 毛当归
毛當歸是繖形科當歸屬多年生草本植物，分佈於日本和台灣。日本的毛當歸無苞片，但台灣被鑒定為毛當歸的植物有0~4枚小總苞片。中國大陸的重齒當歸與本種相近，但重齒當歸有5~10枚小總苞片。